# Josia subcuneifera
Josia subcuneifera là một loài bướm đêm thuộc họ Notodontidae. Nó được tìm thấy ở Ecuador và Peru.